# Lee Slater Overman
Lee Slater Overman (Salisbury, 1854. január 3. – Washington, 1930. december 12.) az Amerikai Egyesült Államok szenátora (Észak-Karolina, 1903–1930).